# Мапуто протокол
Протокол Афричке комисије за људска права и права народа о правима жена у Африци познатији као Мапуто протокол гарантује свеобухватна права жена укључујући право да учествују у политичким процесима, друштвену и политичку једнакост са мушкарцима и контролу над сопственим репродуктивним здрављем. Усвојен је од стране Афричке уније у оквиру Афричке комисије за људска права и права народа, 11. јула 2003 у Мапуту, држава Мозамбик.

## Порекло
Након признања да су женска права често маргинализована у оквиру људских права, организован је састанак од стране Жена у закону и развоју у Африци (Women in Law and Development in Africa (WiLDAF)) у марту 1995. године, у Ломеу, Того и позвао на развој одређеног протокола уз помоћ којег би се адресирала права жена. ОАУ је захтевала од Афричке комисије за људска права и права народа да развије такав протокол на свом 31. редовног заседања у јуну 1995. године, у Адис Абеби, Етиопија.
Први нацрт произведен од стране експертске групе припадника Афричке комисије за људска права и права народа, представника афричких невладиних организација и међународних посматрача, у организацији АКЉППН у сарадњи са Међународном комисијом правника, предат је комисији на својој 22. седници у октобру 1997. године. Ревизија у сарадњи са укљученим невладиним организацијама одржана је на различитим седницама од октобра до јануара, а у априлу 1998. године, 23. седница Афричке комисије за људска права и права народа одобрено је именовање адвоката из Конга (Julienne Ondziel Gnelenga), као првог специјалног известиоца о женским правима у Африци, захтевајући од ње да ради у правцу усвајања нацрта протокола о женским правима. Секретаријат ОАУ примио је попуњени нацрт 1999. године, а 2000. године у Адис Абеби је припојен Нацрт Конвенције о традиционалној пракси у заједничкој седници Интер Афричког комитета и Афричке комисије за људска права и права народа. Након даљег рада на састанцима и конференцијама током 2001. године, процес је у застоју и протокол није представљен на самиту АУ 2002. године.
Почетком 2003. године, Равноправност Сада ( Equality Now) домаћин конференције женских група, организује кампању да убеди Афричку унију да усвоји протокол, и текст протокола је доведен до међународних стандарда. То је било успешно, Афричка унија је наставила процес и завршен документ је званично усвојен од стране секције на самиту Афричке уније, 11. јула 2003. године.

## Усвајање и потврђивање
Протокол је усвојен од стране Афричке уније 11. јула 2003. године на другом самиту у Мапуто, Мозамбик. Дана 25. новембра 2005. године, пошто је потврдило потребних 15 чланица земаља Афричке уније, Протокол је ступио на снагу.
Од 53 земаља чланица у Афричке уније, шефови држава 46 земаља потписали су протокол, а од јула 2010. године, 28 од тих земаља потврдило је и депонован протокол.

### Земље које су потписале
Алжир, Ангола, Бенин, Буркина Фасо, Бурунди, Камерун, Централноафричка република, Чад, Обала Слоноваче, Комори, Конго, Џибути, Демократска република Конго, Екваторијална Гвинеја, Етиопија, Габон, Гамбија, Гана, Гвинеја Бисао, Гвинеја, Кенија, Либија, Лесото, Либерија, Мадагаскар, Мали, Мозамбик, Маурицијус, Намибија, Нигерија, Нигер, Руанда, Сахарска Арапска Демократска Република, Сао Томе и Принципе, Сенегал, Сејшели, Сијера Леоне, Сомалија, Јужна Африка, Судан, Свазиленд, Танзанија, Того, Уганда, Замбија, Зимбабве.

### Земље које су потврдиле
Ангола, Бенин, Буркина Фасо, Камерун, Зеленортска Острва, Комори, Демократска република Конго, Џибути, Гамбија, Гана, Гвинеја Бисао, Либија, Лесото, Либерија, Мали, Малави, Мозамбик, Мауританија, Намибија, Нигерија, Руанда, Сенегал, Сејшели, Јужна Африка, Танзанија, Того, Уганда, Замбија, Зимбабве, Кенија.

### Земље које нису ни потписале ни потврдиле
Боцвана, Египат, Еритреја, Тунис

### Уздржани
На самиту Мапуто, неколико земаља изразиле су суздржаност.
Тунис, Судан, Кенија, Намибија и Јужна Африка показали су резервисаност према неким брачним клаузулама. Египат, Либија, Судан, Јужна Африка и Замбија о “правосудној сепарацији, разводу и поништењу брака.” Бурунди, Сенегал, Судан, Руанда и Либија са чланом 14, који се односи на “право на здравље и контролу репродукције.” Либија изразила резервисаност на тачке које се односе на сукобе.

## Чланови[5]
Главни чланиви протокола су:
- Члан 1: Дефиниције
- Члан 2: Елиминисање свих облика дискриминације жена
- Члан 3: Право на достојанство
- Члан 4: Право на живот, интегритет и безбедност личности
- Члан 5: Отклањања штетних пракси (Ово се односи на сакаћења женских гениталија и друге традиционалне праксе које су штетне за жене)
- Члан 6: Брак
- Члан 7: Раздвајање, развод и поништење брака
- Члан 8: Приступ правди и једнаку заштиту пред законом
- Члан 9: Право на учешће у политичком и процесу доношења одлука
- Члан 10: Право на мир
- Члан 11: Заштита жена у оружаним сукобима
- Члан 12: Право на образовање и обуку
- Члан 13: Економска и социјална права заштите
- Члан 14: Здравље и репродуктивна права
- Члан 15: Право на безбедност хране
- Члан 16: Право на адекватно становање
- Члан 17: Право на позитиван културни садржај
- Члан 18: Право на здраву животну и одрживу средину
- Члан 19: Право на одрживи развој
- Члан 20: Права удовица
- Члан 21: Право на наслеђивање
- Члан 22: Посебна заштита старијих жена
- Члан 23: Посебна заштита жена са инвалидитетом
- Члан 24: Посебна заштита жена у неприлици
- Члан 25: Лекови

## Опозиције
Постоје два посебно спорна фактора водеће опозиције протокола: његов чланак о репродуктивном здрављу, којем се углавном противе католици и остали хришћани, а његовим чланцима о сакаћења женских гениталија, полигамним браковима и другим традиционалним праксама, којима се углавном противе муслимани.

### Хришћанска опозиција
Папа Бенедикт XVI је описао протокол као "покушај да се кришом тривијализује абортус ". Римски католички бискупи Африке противе се Мапуто Протоколу јер дефинише абортус као људско право. Про-лајф организација базирана у САД, Human Life International га описује као "тројански коњ за радикални дневни ред".
У Уганди, моћни заједнички хришћански савет улаже напоре да ратификује споразум на основу тога што члан 14, у гарантовању абортуса "у случајевима сексуалног злостављања, силовања, инцеста, и где наставак трудноће угрожава ментално и физичко здравље мајке или живот мајке или фетуса "није у складу са традицијом хришћанског морала. У отвореном писму упућеном влади и народу Уганде у јануару 2006. године, конференција католичких бискупа Уганде покренули су своје противљење са циљем ратификације Протокола Мапуто. Он је ипак ратификован 22. јула 2010.

### Муслиманска опозиција
У Нигеру, парламент је гласао 42 према 31, са 4 уздржана, против ратификације у јуну 2006. године; у овој муслиманској земљи, неколико традиција забрањено је протоколом. Групе Нигеријских муслиманки у 2009. години окупили су се у знак протеста због онога што називају "Сатански Мапуто протокол", наводећи границе брака девојчица и абортус као осуду.
У Џибутију, међутим, Протокол је ратификован у фебруару 2005. године, након субрегионалне конференције о сакаћења женских гениталија организован од стране владе Џибутија и Мира без правде, на којој је усвојена Декларација о сакаћењу женских гениталија. У документу изјављује да Куран не подржава генитално сакаћење жена, а напротив исказује да је генитално сакаћење жена против правила ислама.